# 상심 증후군
상심 증후군(傷心症候群)은 심리적으로 충격을 받아 생기는 증후군이다. 폐경 후 여성의 경우 발병률이 높다.  상심증후군 환자의 성차는 남자 : 여자 = 1 : 7이다. 스트레스가 원인이 되기 때문에 대규모 재난 지역에서 자주 보인다. 니가타 현 주에쓰 지진, 한신 대지진, 동일본 대지진에서 증상을 보이는 경우가 보고되고 있다.